# Хагуди (остановочный пункт)
Ха́гуди (эст. Hagudi raudteepeatus) — остановочный пункт в посёлке Хагуди на линии Таллин — Рапла — Вильянди/Пярну. Находится на расстоянии 45 км от Балтийского вокзала.
На остановке расположен один низкий перрон. На остановке останавливаются все (за исключением скорых) пассажирские поезда юго-западного направления. С Балтийского вокзала в Хагуди поезд идёт 53−54 минуты.